# Susan Glaspell
Susan Glaspell (ur. 1 lipca 1876 w Davenport w stanie Iowa, zm. 28 lipca 1948) – dziennikarka, prozaiczka, dramatopisarka i aktorka amerykańska, laureatka Nagrody Pulitzera. W 1899 ukończyła Drake University. Wraz z mężem, George’em Cramem Cookiem, założyła kompanię teatralną Provincetown Players. Jest autorką  dziewięciu powieści, czternastu sztuk teatralnych i ponad pięćdziesięciu opowiadań, których akcja toczy się w stanie Iowa. W swojej twórczości pisarka nawiązywała do opowieści indiańskiego wodza Czarnego Jastrzębia (Makatamishokaki). Zadebiutowała powieścią The Glory of the Conquered (1909). W 1916 wydała jednoaktówką Trifles, opartą na historii prawdziwej zbrodni, którą relacjonowała jako dziennikarka. W 1931 otrzymała Nagrodę Pulitzera w dziedzinie dramatu za sztukę Alison's House.
Osobie i twórczości pisarki poświęcone zostało stowarzyszenie Susan Glaspell Society.